# Sous-région de Rovaniemi
La sous-région de Rovaniemi (finnois : Rovaniemen seutukunta) est une sous-région de la Laponie en Finlande. 

## Municipalités
Au niveau 1 (LAU 1) des unités administratives locales définies par l'Union européenne la sous-région de Rovaniemi porte le numéro 191.
La sous-région de Rovaniemi est composé des municipalités suivantes:
| Blason             | Municipalité         |
| ------------------ | -------------------- |
| Ranuan vaakuna     | Ranua (municipalité) |
| Rovaniemen vaakuna | Rovaniemi (ville)    |

## Population
Depuis 1980, l'évolution démographique de la sous-région de Rovaniemi est la suivante:
| Année      | 1980   | 1985   | 1990   | 1995   | 2000   | 2005   | 2010   |
| ---------- | ------ | ------ | ------ | ------ | ------ | ------ | ------ |
| population | 53 659 | 57 336 | 59 669 | 62 620 | 62 305 | 62 550 | 64 427 |

## Politique
Les résultats de l'élection présidentielle finlandaise de 2018:
- Sauli Niinistö   59.0%
- Paavo Väyrynen   11.8%
- Pekka Haavisto   10.4%
- Laura Huhtasaari   6.4%
- Matti Vanhanen   6.0%
- Merja Kyllönen   3.6%
- Tuula Haatainen   2.4%
- Nils Torvalds   0.4%